# تورنولو
تورنولو (به ایتالیایی: Tornolo) یک کومونه در ایتالیا است که در استان پارما واقع شده‌است.

## خصوصیات
تورنولو ۶۹٫۴ کیلومترمربع مساحت و ۱٬۲۴۰ نفر جمعیت دارد.